# Petra (Lázica)
Petra (en griego: Πέτρα) fue una ciudad fortificada en la costa este del mar Negro, en Lázica, al oeste de la actual Georgia. En el siglo VI, bajo el emperador bizantino Justiniano I, sirvió como un importante puesto de avanzada para los romanos en el Cáucaso y, debido a su ubicación estratégica, se convirtió en campo de batalla de la guerra lázica de 541-562 entre Roma y el imperio Sasánida. La opinión académica principal identifica a Petra con un asentamiento en ruinas de la antigüedad tardía en la aldea de Tsikhisdziri en Ayaria, al suroeste de Georgia.

## Historia

### Fundación
Petra es mencionada por primera vez en las Constituciones de Novellae del emperador romano oriental Justiniano I, que data de 535. Fue construida para reforzar la autoridad romana en el reino de Lázica, ubicada en la costa sureste del Mar Negro y, con la aprobación del emperador, fue nombrada en su honor como Petra Pia Justiniana. Según el historiador contemporáneo Procopio, Petra fue fundada gracias a los esfuerzos del funcionario romano John Tzibus, quien posteriormente ejerció un control estricto de las importaciones de Lázica. El nombre de Petra, literalmente "roca" en griego, fue una referencia a la costa rocosa y escarpada donde se construyó la ciudad. Su ubicación entre el mar y los acantilados hizo que la ciudad fuera inaccesible, a excepción de un estrecho y rocoso tramo de terreno llano, defendido por un muro defensivo con dos torres.

### Guerra laica
La monopolización del comercio de Tzibus en Petra deterioró las relaciones de Roma con los lázicos, cuyo rey, Gubazes II, buscó en secreto la ayuda sasánida contra Roma. Esto ocasionó la invasión de un ejército sasánida al mando de Khosrow I en 541 y veinte años de guerra en Lázica, en el curso de los cuales Petra cambió de manos en varias ocasiones. En 541, Khosrow, luego de un ataque inicial sin éxito en las fortificaciones de la ciudad, capturó Petra enviando a sus tropas a través de un túnel construido en secreto y destruyendo las torres, lo que llevó a los romanos a capitular. Khosrow se apropió de las riquezas de Tzibus, quien murió en batalla, pero trató a los romanos de la ciudad con consideración.
En 548, Justiniano envió una fuerza bajo Dagisthaeus, esta vez aliada con los lázicos, descontentos con la hegemonía sasánida, para retomar Petra. Los aliados sitiaron la ciudad y derrotaron dos ejércitos sasánidas enviados en su ayuda, pero las maniobras subsiguientes del comandante iraní Mihr-Mihroe hicieron que las posiciones de los asediadores fueran insostenibles. Finalmente, Dagisthaeus no pudo volver a tomar Petra en 549 y se retiró el mismo año. En 551, un ejército romano-lázica bajo el mando de Besas comenzó un segundo asedio. Después de más de un año, la ciudad cayó y Bessas arrasó la fortaleza de la ciudad para evitar que se convirtiera nuevamente en objetivo sasánida.

## Arqueología

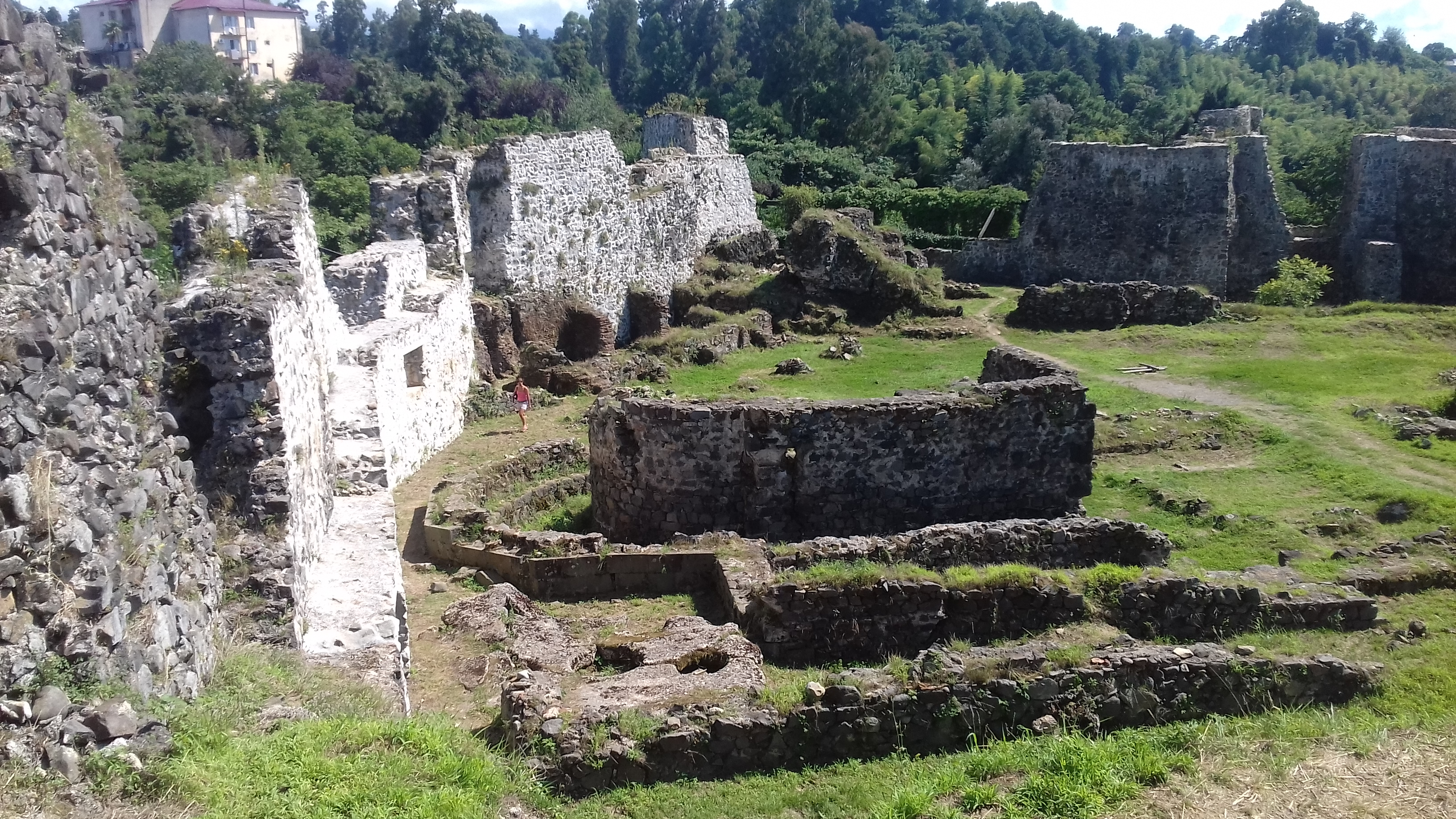
Las ruinas de una basílica del en Tsikhisdziri.

Las opiniones de los expertos identifican la corriente principal de Petra con un asentamiento en ruinas que se encuentra en el pueblo de Tsikhisdziri, en el suroeste de Georgia, república autónoma de Adjara, entre Batumi y Kobuleti. Contiene ruinas de una ciudadela — 200 m de longitud y 100 de ancho: ubicada en dos vecinas colinas rocosas junto al mar y una gran basílica de tres naves del siglo VI con un nártex, un ábside proyectado y piso de mosaico, que probablemente fue la sede de un obispo. Otros edificios de esa época son un baño, una cisterna, varias otras estructuras (restos de un asentamiento urbano), así como más de 300 enterramientos ubicados en las cercanías. El sitio también ha producido varios objetos de la Edad del Bronce tardío, el período helenístico, romano y medieval. La evidencia literaria y arqueológica sugiere que Petra fue el resultado de la expansión de Justiniano de un pequeño fuerte romano anterior. El sitio está inscrito en la lista del Patrimonio Cultural de Georgia y protegido como la Reserva del Museo Arqueológico y Arquitectónico Tsikhisdziri-Petra.
El primero en sugerir a Tsikhisdziri como lugar de la ciudad romana de Petra fue el patriarca griego de Jerusalén, Dositheos II, que realizó una gira por el oeste de Georgia en la década de 1670. Esta opinión fue compartida por los principales estudiantes de la historia de Georgia en el siglo XIX, como Marie-Félicité Brosset y Dimitri Bakradze, y se basa en una base académica más sólida de Simon Janashia en 1949. Hay algunos estudiosos modernos que han rechazado la identificación de Petra con el sitio Tsikhisdziri, como Simon Kaukhchishvili, un traductor y editor crítico de las fuentes bizantinas en Georgia, y Guram Grigolia.

## Obispado
La diócesis, plausiblemente un sufragante de Fasis como figura en el Annuario Pontifio, no sobrevivió, pero fue nominalmente restaurada en 1933 como un obispado titular católico latino bajo los nombres de Petra in Lazica 
(latín), Petra di Lazica (Curiate Italian), Petren (sis) en Lazica (adjetivo latino), del rango Episcopal (más bajo), pero permanece vacante a partir de febrero de 2017, sin haber tenido un solo titular.